# بونگچو
بونگچو (封抽, ?~?) یک مقام دربار یان سابق است.در جونیون، او به عنوان فرمانده ارتش یوژو، رئیس ستاد و فرمانده مدرسه دونگی خدمت کرد.
در سال ۳۳۸ میلادی،او در نبرد ژائوی جدید  شرکت کرد، اما هنگامی که مورونگ هوانگ در نبردها علیه ژائوی جدید پیروز شد، به امپراتوری گوگوریو گریخت.